# 光呼吸
光呼吸（ひかりこきゅう、こうこきゅう、photorespiration）とは植物が光照射下において通常の呼吸（酸化的リン酸化）と異なる方法で酸素 (O2) を消費し二酸化炭素 (CO2) を生成することである。場合によっては(CO2濃度が低い、高温等)といった条件下においては、光呼吸速度が光合成速度を上回る、つまり、光呼吸による二酸化炭素の放出量が光合成の二酸化炭素固定量を上回ることもある。

## 機構
光呼吸が生じる原因は、リブロースビスリン酸 (RuBP) と CO2 の反応を触媒する酵素である、リブロース1,5-ビスリン酸カルボキシラーゼ/オキシゲナーゼ (RubisCO) が RuBP の酸化も触媒するため、すなわち RuBP に対する CO2 と O2 の反応が競争関係にあるためである。酸化反応（オキシゲナーゼ反応）では RuBP は 2-ホスホグリコール酸となり、次に加水分解されグリコール酸になったあと、いくつかの酵素反応を経て部分酸化され、CO2 が生じる。この際に ATP と NADPH が消費される。

## 補償点
補償点（CO2 補償点、ほしょうてん）とは一般的な植物において、光合成速度と光呼吸速度が等しくなるような CO2 濃度である。高温になると RubisCO のオキシゲナーゼ活性が高まるので、温度が上がるほど補償点は上昇する。

## C4植物と光呼吸
C4植物には光呼吸がほとんど存在しない。光呼吸はO2とCO2 の濃度比で決定することとRubisCOが維管束鞘細胞に局在していることが重要なポイントで、C4型光合成では気孔から入ってきた CO2 は葉肉細胞で濃縮（オキサロ酢酸に変化）され、維管束鞘細胞に輸送される。その後維管束鞘細胞でCO2は放出されRubisCOと反応する。そのため維管束鞘細胞ではO2の濃度が低いので光呼吸はほとんど発生しない。

## なぜ光呼吸が存在するか
光呼吸は光合成の明反応で生じる ATP と NADPH の一部を無駄に消費しているので、光呼吸はまったく意味を持たないと思える。一方で、各種光合成生物において RubisCO がオキシゲナーゼ活性を持つことは進化の歴史上において何らかの必要性があり、生物学的な意味があるとする考え方もある。例えば、CO2 量が光エネルギーに比べ不十分であるときに過剰な光エネルギーによる障害、つまり光合成の光阻害を防ぐため、などの理由が考えられる。
また、次のような説もある。RubisCO は CO2 と O2 の濃度に依存して CO2 → O2 または O2 → 活性酸素 のいずれかの反応を行う。CO2 濃度が十分に高い場合は O2 →活性酸素 の反応はほとんど行われないが、通常の空気下では両方の反応が行われる。光呼吸はここで発生した有害な活性酸素を除去するための機構である。
C4植物は CO2 濃度を高く保つことによって O2 → 活性酸素 という反応を起こさないようにできるので、活性酸素を生じさせず、光呼吸も行う必要がない。